# Gentilés de France W
Pour un article plus général, voir Gentilés de France.
Gentilés des communes françaises par ordre alphabétique
- A
- B
- C
- D
- E
- F
- G
- H
- I
- J
- K
- L
- M
- N
- O
- P
- Q
- R
- S
- T
- U
- V
- W
- X
- Y
- Z

- Wambrechies : Wambrecitains
- Wattignies : Wattignisiens
- Wingersheim : Wingersheimois
- Wissous : Wissoussiens
- Wy-dit-Joli-Village : Vicusois
- Voisins-le-bretonneux : "Vicinois"

## Pour approfondir